# Emil Noll
Emil Noll (Kinshasa, 21 novembre 1978) è un ex calciatore della Repubblica Democratica del Congo naturalizzato tedesco, di ruolo difensore.

## Carriera

### Club

#### Paderborn 07
Fa la sua ultima presenza nel Paderborn 07 il 16 dicembre 2007 nel pareggio fuori casa per 1-1 contro il Borussia Mönchengladbach.

#### FSV Francoforte
Debutta con il FSV Francoforte il 21 settembre 2008 nella vittoria casalinga per 3-1 contro il Rot-Weiß Oberhausen.
Segna il suo primo gol con il FSV Francoforte il 12 dicembre 2008 dove all'88' dove porta la squadra alla vittoria per 1-0 contro il St. Pauli.
Segna l'ultimo gol il 22 febbraio 2009 quando, al 91', porta la squadra sull'1-0 finale contro l'VfL Osnabrück.
Gioca l'ultima partita nel FSV Francoforte il 24 maggio 2009 nella sconfitta fuori casa per 2-0 contro il St. Pauli.

#### Vaduz
Debutta con il Vaduz il 16 luglio 2009 in Europa League nella sconfitta fuori casa per 1-0 contro il Falkirk.
Segna il primo gol con il Vaduz il 23 luglio 2009 nella vittoria per 2-0 contro il Falkirk.
Debutta in campionato il 26 luglio 2009 con il Vaduz nella vittoria per 2-0 contro il Biel/Bienne.
Segna il primo gol in campionato con il Vaduz il 22 agosto 2009 nel pareggio fuori casa per 1-1 contro il Servette.
Segna l'ultimo gol con il Vaduz il 1º novembre 2009 nella vittoria per 1-4 contro il Gossau.
Fa la sua ultima presenza con il Vaduz l'8 maggio 2010 nella vittoria casalinga per 3-2 contro il Yverdon-Sport.

#### Arka Gdynia
Debutta con l'Arka Gdynia l'8 agosto 2010 nella sconfitta fuori casa per 1-0 contro il Wisla Cracovia.
Segna il primo gol con l'Arka Gdynia l'11 marzo 2011, partita dove mette a segno una doppietta, portando la partita sul pari finale, 2-2, contro il Górnik Zabrze.
Segna l'ultimo gol con l'Arka Gdynia il 1º maggio 2011 nel pareggio casalingo per 2-2 contro il Lechia Danzica. 
Fa la sua ultima partita nell'Arka Gdynia il 29 maggio 2011 nella sconfitta per 5-0 contro lo Śląsk Breslavia.

#### Pogoń Stettino
Debutta con il Pogoń Stettino il 20 agosto 2011 nella vittoria per 1-0 contro il Sandecja Nowy Sącz.
Segna il primo gol con il Pogoń Stettino il 12 ottobre 2011 nella vittoria fuori casa per 0-2 contro il Katowice.

## Palmarès

### Club

#### Competizioni nazionali
- Coppa di Liechtenstein: 1

Vaduz: 2009-2010